# نادي جيبوتي تيليكوم
الجمعية الرياضية لعلي صبيح جيبوتي تيليكوم، أو ببساطة جمعية علي صبيح أو الجمعية الرياضية لجيبوتي تيليكوم، هو نادي كرة قدم جيبوتي يتمركز في علي صبيح، جيبوتي. يلعب حاليا في الدوري الجيبوتي الممتاز.

## وصلات خارجية
- Soccerway